# Kastanjeryggig törnskata
Kastanjeryggig törnskata (Lanius collurioides) är en fågel i familjen törnskator inom ordningen tättingar.

## Utseende
Kastanjeryggig törnskata är en medelstor (19–21 cm) törnskata med en lång och slank stjärt. Hanen har mörkgrå hjässa och nacke samt kastanjebrun mantel och övergump. Stjärten är svart med vita sidor. Honan är vitaktig i pannan och är ljusare kastanjebrun ovan. Ungfågeln har brungrå hjässa med otydlig vattring i mörkt och beige, medan övergump, övre stjärttäckare och mantel är rostbruna, den senare något bandad.

## Utbredning och systematik
Kastanjeryggig törnskata delas in i två underarter med följande utbredning:
- Lanius collurioides collurioides – förekommer i Assams bergstrakter, södra Kina, Myanmar och Indokina
- Lanius collurioides nigricapillus – förekommer i södra Vietnam

## Status och hot
Arten har ett stort utbredningsområde och en stor population med stabil utveckling och tros inte vara utsatt för något substantiellt hot. Utifrån dessa kriterier kategoriserar internationella naturvårdsunionen IUCN arten som livskraftig (LC). Världspopulationen har inte uppskattats men den beskrivs som inte ovanlig.

## Namn
Fågeln har på svenska även kallats burmatörnskata.